# Lennie Tristano (Album)

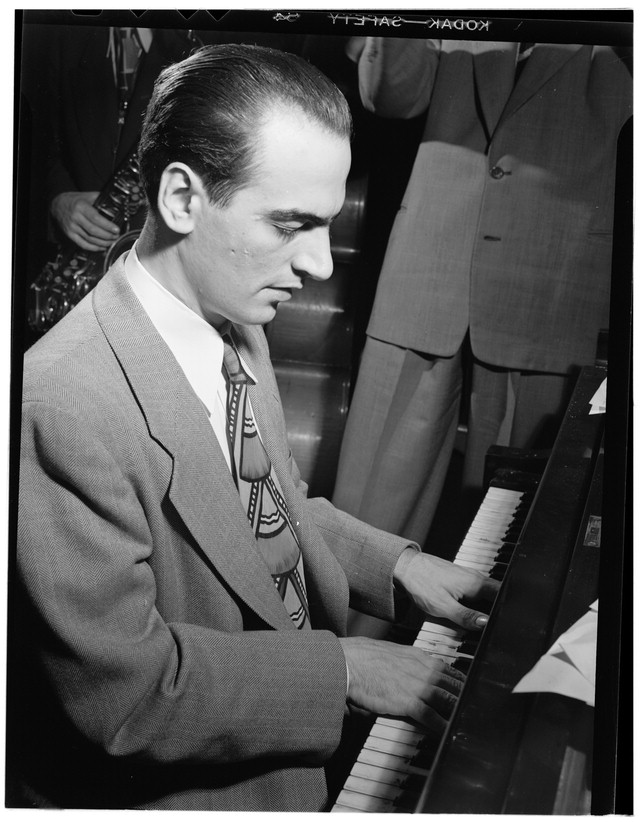
Lennie Tristano, ca. 1947.
Fotografie von William P. Gottlieb.

Lennie Tristano ist ein Jazz-Album von Lennie Tristano. Es enthält 1954 und 1955 in der Wohnung von Tristano entstandene Solo- und Trio-Aufnahmen des Cool-Jazz-Pioniers sowie Mitschnitte einer Club-Session in Quartett-Besetzung mit dem Altsaxophonisten Lee Konitz, die am 11. Juni 1955 aufgenommen wurden. Das Album erschien 1956 auf Atlantic Records.

## Das Album
Das Debütalbum des Pianisten beginnt mit dem in Trio-Besetzung erklingenden, spröden „Line Up“, wobei Bassist Peter Ind und Schlagzeuger Jeff Morton die Spur mit ihrer Begleitung vorbereiteten; Lennie Tristano spielte dann in seinem Heimstudio seine Improvisationen später darüber. „Martellato-Anschlag, streng lineares Non-Legato-Spiel ohne versöhnenden Pedalgebrauch“, schrieb Mátyá Kiss über das unemotionale Spiel Tristanos in „Line Up“. Zudem wird das Stück hart ausgeblendet. Auch bei dem ähnlich angelegten Trio-Stück „East Thirty-Second“ entstand der Klavierpart erst nachträglich im Playback-Verfahren. Als Reflex auf den Tod Charlie Parkers im März dieses Jahres komponierte Tristano ein „Requiem“ für Soloklavier; „dem in frühromantischer Manier angelegten, von tiefer Trauer geprägten Vorspiel folgt ein getragener Blues mit bewusst einfachen Begleitakkorden der linken Hand.“ Die Stimmung, die Tristano in diesem Blues erzeugt, lässt nach Kiss ernste Zweifel an der Einschätzung des Pianisten als „kalt“ aufkommen; Barry Ulanov fühlt sich bei der Einleitung an Figuren von Robert Schumann erinnert.
Das solo eingespielte Stück mit dem irreführenden Titel „Turkish Mambo“ ist nach Kiss ein „komplexes, zum Tanzen gänzlich ungeeignetes Gebilde, in dem sich sechs verschiedene Taktarten ablösen und überlagern“. Das Stück erklingt beidhändig nur in der Bassregion des Klaviers; tatsächlich hat Tristano „Turkish Mambo“ als Duett mit sich selbst aufgenommen, wobei er die Oberstimme erst später hinzufügte.
Eine ganz entgegengesetzte Stimmung haben die fünf Interpretationen von Jazzstandards in Quartettbesetzung, die Tristano mit Lee Konitz, dem Bassisten Gene Ramey und dem Schlagzeuger Art Taylor im Sommer 1955 im New Yorker Club „Sing-Song Room“ des Confucius Restaurant aufnahm.
Altsaxophonist Lee Konitz als Tristano-Schüler integriert dabei den Bebop und „Parkers Lektionen nahtlos in seinen federleichten, von Lester Young hergeleiteten Sound“. Lennie Tristanos Soli leiten sich „elegant und zweifach destilliert“ vom Original-Standardmaterial ab.
Das Coverfoto von Burt Goldblatt ist ein Porträt von Tristano, das durch seine harten Schatten einen großen Teil des Gesichts im Dunkel lässt.

## Wirkungsgeschichte
Bei seinem Erscheinen 1956 wurde das Tristano-Album kontrovers diskutiert; dies hing vor allem mit der eingesetzten, bislang unüblichen Technologie zusammen, da Lennie Tristano Overdubbing-Piano und die Manipulation der Bandgeschwindigkeit als stilistische Mittel einsetzte.
Ira Gitler beschreibt in seinem Buch The Masters of Be-Bop, dass die Anwendung des Overdubbing und der Manipulation der Bandgeschwindigkeit einen Aufruhr bei dem damaligen Jazzpublikum auslöste. Tristano hatte schon im Jahr 1951 mit solchen Experimenten begonnen, als er mit zusätzlichen Piano-Spuren arbeitete, die der Toningenieur Rudy Van Gelder weiter bearbeitete und die dann Tristanos Aufnahmen von „Ju Ju“ und „Pastime“ hinzugefügt wurden. Tristano sagte später, dass bei Erscheinen dieser Aufnahmen kein einziger Kritiker die Frage nach der Vielspur-Technik gestellt hätte.
Nach dem Erscheinen des Atlantic-Albums Lennie Tristano wurde dieser Einsatz bei den Stücken „Line Up“, „Turkish Mambo“ und „East Thirty-Second“ lebhaft kritisiert. Tristano verteidigte seine Entscheidung: „Wenn ich mehrere Spuren benutze, fühle ich mich dabei nicht als Scharlatan. Nehmen Sie „The Turkish Mambo“. Da gab es keinen anderen Weg, um die verschiedenen Rhythmen zusammenzubringen, so wie ich sie fühle“. Zur Frage der Bandgeschwindigkeit ergänzte er, „Was die Leute darüber denken, dass ich die Geschwindigkeit bei „Line Up“ und „East Thirty-Second“ verändert habe, interessiert mich nicht. Was mich interessiert ist, dass das Ergebnis gut klingt“. Der beteiligte Bassist Peter Ind wurde dadurch später selbst zum Einsatz derselben Technik bei seinem Album Looking Out inspiriert.
Die Musikzeitschrift Jazzwise nahm das Album in die Liste The 100 Jazz Albums That Shook the World auf.

## Bewertung des Albums
Richard Cook und Brian Morton bewerteten die Aufnahmen im Penguin Guide to Jazz mit der Höchstnote von vier Sternen und halten es für das essentielle Album des Pianisten. Nach ihrer Einschätzung ist das „zentrale Werk“ des Albums der Titel „Requiem“; mit seinem Einsatz von Overdubbing- und Mehrspur-Techniken sowie den Veränderungen der Geschwindigkeit
beeinflusste es u. a. den Pianisten Bill Evans bei seinem Soloalbum Conversations with Myself (1963).
Auch Brian Priestley hebt in seinen biographischen Anmerkungen zu Lennie Tristano im Jazz – Rough Guide den bemerkenswerten Titel „Requiem“ hervor, außerdem die live mitgeschnittenen Stücke mit Lee Konitz.
Barry Ulanov spricht in seinen Liner Notes die meisterhafte Balance der Mitspieler in diesen Quartett-Aufnahmen an.
Mátás Kiss erwähnt in seiner Besprechung in der Reihe „Meilensteine des Jazz“, dass die Aufnahmen mit Konitz den „anderen“ Tristano zeigen, „stets eingehüllt in ein unerschütterliches und beseelt swingendes rhythmisches Gewand, hier gewoben von Gene Ramey und Art Taylor“. Scott Yanow im All Music Guide hält das Tristano-Album für „großartig mit einer schönen Gegenüberstellung der ersten und zweiten Hälfte, mit dem rhythmischen Genie von Tristano als ein Improvisator einerseits und als ein höchst lyrischer und swingender Harmoniker auf der anderen Seite“. Im Jahr 1997 wurde in der The New York Times festgestellt, dass das Tristano-Album ein Meisterwerk sei. Der TV-Sender Arte nahm das Album in die Reihe der „Jahrhundertaufnahmen des Jazz“ auf.

## Editorische Hinweise
Die Edition 1994 veröffentlichte Edition Lennie Tristano/The New Tristano (Rhino/Atlantic R 271595) koppelt die beiden einzigen zu Lebzeiten des Pianisten erschienenen LPs. Diese Edition war auch Teil der Kollektion The Complete Atlantic Recordings of Lennie Tristano, Lee Konitz & Warne Marsh, 1997 erschien. Das erste Album Lennie Tristano wurde auch unter dem Titel Lines veröffentlicht.
Die Aufnahmen erschienen auch als Doppel-LP unter dem Titel Requiem (Atlantic SD 2-7003), gekoppelt mit Soloaufnahmen aus den Jahren 1958 bis 1962.

## Die Titel
- Lennie Tristano: Lennie Tristano (Atlantic 7567-80804-2)

1. Line Up (Tristano) 3:33
2. Requiem (Tristano) 4:51
3. Turkish Mambo (Tristano) 3:37
4. East Thirty-Second (Tristano) 4:32
5. These Foolish Things (Harry Link, Holt Marvell, Jack Strachey) 5:43
6. You Go to My Head (Haven Gillespie – Fred Coots) 5:19
7. If I Had You (Jimmy Campbell, Reginald Connelly, Ted Shapiro) 6:24
8. „I Don’t Stand a Ghost of a Chance With You“ (Bing Crosby, Ned Washington, Victor Young) 6:00
9. All the Things You Are (Jerome Kern/Oscar Hammerstein) 6:04